# Xochiquetzal
Xochiquetzal is de Azteekse godin van de aarde met betrekking tot de bloemen, planten, spelletjes en dans. Maar bovenal was ze de godin van de liefde. Ze was ook de beschermvrouwe van kunstenaars, prostituees en zwangere vrouwen. Haar naam betekent letterlijk: "bloem veren". Dit waren dan ook de symbolen waar ze vaak mee werd afgebeeld.
Xochiquetzal is de tweelingzus van Xochipilli.